# NGC 5220
NGC 5220 is een spiraalvormig sterrenstelsel in het sterrenbeeld Centaur. Het hemelobject werd op 3 juni 1836 ontdekt door de Britse astronoom John Herschel. Dit stelsel heeft, net zoals het stelsel Messier 104 in de Maagd, de benaming Sombrero gekregen.

## V 764 Centauri
NGC 5220 is schijnbaar vergezeld van de veranderlijke ster V 764 Centauri, terwijl het een voorgrondster betreft, behorend tot het melkwegstelsel.

## Synoniemen
- ESO 383-36
- MCG -5-32-46
- IRAS 13330-3311
- PGC 47972